# Sarraounia
Sarraounia Mangou foi uma chefe e sacerdotisa do subgrupo animista azna dos hauçás, que lutou contra as tropas coloniais francesas da Missão Voulet–Chanoine na Batalha de Lougou (no atual Níger) em 1899. Ela é a personagem central do filme Sarraounia, de 1986, inspirado no romance homônimo do escritor nigeriano Abdoulaye Mamani.

## Biografia
Sarraounia significa rainha ou "chefe feminina" na línguagem dos hauçás. Entre o povo predominantemente animista azna de Lougou e das cidades e aldeias vizinhas, o termo refere-se a uma linhagem de mulheres governantes que exerciam poder político e religioso. Sarraounia Mangou foi a mais famosa das chefes femininas devido à sua resistência contra as tropas coloniais francesas na Batalha de Lougou em 1899. Enquanto a maioria dos chefes do Níger se submetiam pragmaticamente ao poder francês, Sarraounia Mangou mobilizou o seu povo e recursos para enfrentar as forças estrangeiras da Missão Voulet–Chanoine, que lançou um ataque feroz à sua capital-fortaleza, Lougou.
Oprimidos pelo poder de fogo superior dos franceses, ela e seus combatentes recuaram da fortaleza e enfrentaram os invasores em uma prolongada batalha de guerrilha que acabou forçando os franceses a abandonar seu projeto de subjugá-la.[carece de fontes?]
De acordo com a história oral nativa, ela era uma bruxa com olhos amarelos puros que podia lançar fogo contra os invasores e até invocar neblina para ajudá-los a fugir do exército francês. Dizem que seus encantos mágicos apagaram os passos de suas tropas no campo de batalha e todas as plantações que foram transformadas em cinzas cresceram durante a noite com comida mais do que suficiente para manter os guerreiros em movimento.[carece de fontes?]